# Enric de Langenstein
Enric de Langenstein, també conegut com a Enric de Hesse, el Vell (Hainbuch, Hessen, c. 1325 - Viena, 11 de febrer de 1397) fou un teòleg, canonista i matemàtic alemany.

## Biografia
Estudià a la Universitat de París, on també fou professor de filosofia des del 1363 i de teologia des del 1375.
El 1368, a causa de l'aparició d'un cometa, que els astròlegs de l'època veien com una premonició d'esdeveniments futurs, escrigué un tractat titulat Quæstio de cometa, en el que refutava aquelles creences, predominants aleshores. A petició de la universitat, escrigué tres tractats més sobre el mateix tema, fins al 1373. En aquest aspecte seguia les passes de Nicolau Oresme, de qui es pot considerar deixeble, d'alguna manera. Rebutjà la teoria aristotèlica sobre la diversa naturalesa del món celeste i el subllunar. Junt amb el mateix Oresme, contribuí a la difusió de la mentalitat científica que començava a obrir-se pas a poc a poc.
En el Cisma d'Occident, Enric de Hesse prengué partit per Urbà VI contra Climent VII. Escrigué diversos tractats en defensa d'Urbà VI. El 1379 publicà Epistola pacis, escrita en forma d'un debat entre un urbanista i un climentista, on advoca pel final del Cisma per la via d'un concili general o un compromís entre les parts. A Epistola concilii pacis (1381), basada en un treball semblant de Conrad de Gelnhausen (Epistola Concordiæ), insisteix en la necessitat d'un concili general i critica severament els molts abusos que l'Església permetia.
El 1382, França obligà els professors de la Sorbona a reconèixer com a papa legítim Climent VII, i aleshores Enric va abandonar la universitat i es va retirar una temporada a l'Abadia d'Eberbach, un monestir cistercenc, a prop de Wiesbaden.
Convidat per Albert III d'Àustria, s'incorporà a la Universitat de Viena el 1384, on contribuí a la fundació de la facultat de teologia i sembla probable que fos ell qui va aconseguir del papa la butlla de fundació d'aquella Universitat, on va passar la resta de la seva vida, ensenyant teologia dogmàtica, exègesi i llei canònica, i escrivint nombrosos tractats.
Sembla que va tenir un paper important en el desenvolupament de les matemàtiques a Viena i, de retruc, a tota Alemanya.
No acceptà la seu episcopal que li oferí el papa Urbà VI en agraïment per la seva dedicació a la causa.
Se li atribueixen diverses obres d'astronomia, tractats polítics entorn del Cisma, tractats ascètics i altres. De contractibus emotionis et venditionis, publicat pòstumament, és un important treball sobre les perspectives politicoeconòmiques del temps.